# Ischewskoje (Kaliningrad)
Ischewskoje (russisch Ижевское, deutsch Widitten) ist ein Ort in der russischen Oblast Kaliningrad. Er gehört zum Stadtkreis Swetly.

## Geographische Lage
Die Ortschaft liegt in der historischen Region Ostpreußen, unweit der Nordküste des Frischen Haffs, 18 Kilometer westlich der Stadt Kaliningrad (Königsberg) an der Regionalstraße 27A-016 (ex A193). Innerorts zweigt die Regionalstraße 27A-015 zur fünf Kilometer entfernten Stadt Swetly (Zimmerbude) ab. Eine Anbindung an die Bahnstrecke Kaliningrad–Baltijsk (Königsberg–Pillau, bis 1945 Ostpreußische Südbahn) besteht über den Haltepunkt „O.p. 18 km“ (bis 1945 Lindenau).

## Geschichte

Widitten westlich von Königsberg, unweit der Nordküste des Frischen Haffs, auf einer Landkarte von 1910.

Der südwestsamländische bis 1946 Widitten genannte Ort wurde im Jahre 1874 in den neu errichteten Amtsbezirk Zimmerbude (heute russisch: Swetly) eingegliedert. Dieser gehörte zum Landkreis Fischhausen im Regierungsbezirk Königsberg der preußischen Provinz Ostpreußen. Im Jahre 1882 wurde Widitten in den Amtsbezirk Kondehnen (russisch: Slawjanskoje, nicht mehr existent) umgegliedert, der 1931 in „Amtsbezirk Groß Blumenau“ (russisch: Kremnjowo) umbenannt wurde. Im Jahre 1910 zählte Widitten 122 Einwohner.
Am 17. Oktober 1928 vergrößerte sich Widitten um die Landgemeinde Marschenen (heute russisch: Wolotschajewskoje), die eingemeindet wurde. Die Einwohnerzahl betrug dementsprechend 1933 bereits 352 und belief sich 1939 auf 350. Ab dem Jahre 1939 gehörte Widitten zum neu formierten Landkreis Samland.
In Kriegsfolge kam Widitten mit dem nördlichen Ostpreußen 1945 zur Sowjetunion. Im Jahr 1947 erhielt der Ort die russische Bezeichnung „Ischewskoje“ und wurde gleichzeitig dem Dorfsowjet Wsmorjewski selski Sowet im Rajon Primorsk zugeordnet. Im Jahr 1954 gelangte der Ort in den Logwinski selski Sowet und 1963 dann in den Wolotschajewski selski Sowet im Rajon Gurjewsk. Seit 1994 gehört Ischewskoje zum Stadtkreis Swetly.

## Evangelische Kirche
Mit seiner vor 1945 fast ausnahmslos evangelischen Einwohnerschaft war Widitten bis 1929 in das Kirchspiel der Kirche Medenau (heute russisch: Logwino), von 1929 bis 1945 in das Kirchspiel der Kirche Groß Heydekrug (1939–1946 Großheidekrug, heute russisch: Wsmorje) eingepfarrt. Beide lagen im Kirchenkreis Fischhausen (heute russisch: Primorsk) in der Kirchenprovinz Ostpreußen der Kirche der Altpreußischen Union. Heute liegt Ischewskoje im Einzugsbereich der in den 1990er Jahren neu entstandenen evangelisch-lutherischen Gemeinde in Swetly (Zimmerbude), einer Filialgemeinde der Auferstehungskirche in Kaliningrad (Königsberg) in der Propstei Kaliningrad der Evangelisch-lutherischen Kirche Europäisches Russland.